# Team Katusha Alpecin

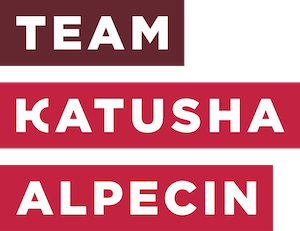
Logo 2017

Das Team Katusha Alpecin (russisch Катюша, nach deutscher Transkription und Phonetik: Katjuscha) war ein russisch-schweizerisches Radsportteam mit Sitz in Genf.

## Organisation
2009 wurde auf Basis des Team Tinkoff Credit Systems ein neues Radsportteam mit dem Namen Team Katusha gegründet, welches eine ProTeam-Lizenz der höchsten Kategorie für Radsportteams erhielt. Zu Katusha gehören neben der Profi-Mannschaft weitere Radsportteams für Bahn, Cyclocross, Frauenradsport sowie die Farmteams Katusha Continental Team und Itera-Katusha. Der Name soll nach Eigendarstellung das Projekt weltweit mit Russland in Verbindung bringen, ob damit auch ein Bezug auf den Raketenwerfer Katjuscha oder das Lied Katjuscha genommen wird, bleibt unklar. Einer der Sponsoren des Teams ist der Bekleidungshersteller Katusha Sports; nicht zu verwechseln mit dem der Betreibergesellschaft des Teams Katusha Management.
Das Team gehört zum 2008 gegründeten Russian Global Cycling Project, dessen Sponsoren die russischen Konzerne Gazprom, Itera, Rostechnologii (heute: Rostec) und Rosneft sind und hatte bis zur Saison 2016 eine russische Lizenz. Diese wurden durch Wladimir Putin vermittelt.
Der Deutsche Hans-Michael Holczer war ab Januar 2012 als Nachfolger für Andreï Tchmil als General Manager der schweizerischen Betreibergesellschaft Katusha Management SA tätig. Anfang Oktober 2012 verließ er trotz eines 3-Jahres-Vertrages das Team und wurde am 8. Oktober 2012 durch Wjatscheslaw Wladimirowitsch Jekimow ersetzt.
Das durch diverse Dopingfälle und verdächtiges Personal belastete Team erhielt vom Weltradsportverband UCI für die Saison 2013 zunächst keine Lizenz als ProTeam. Nachdem der Weltsportgerichtshof CAS die Erteilung einer vorläufigen Lizenz in einem Eilverfahren ablehnte, beantragte Katusha die Erteilung einer Lizenz als Professional Continental Team, um bis zur Hauptsacheentscheidung des CAS überhaupt an internationalen Radrennen teilnehmen zu können. Die entsprechende Lizenz wurde am 15. Januar 2013 erteilt. Am 15. Februar 2013 entschied das CAS im Hauptsacheverfahren, dass dem Katusha-Team die World-Tour-Lizenz zu erteilen ist.
Am 16. Januar 2016 wurde das Teammitglied Eduard Worganow positiv auf das durchblutungsfördernde Herz-Medikament Meldonium getestet, das seit 1. Januar 2016 auf der Liste der verbotenen Präparate steht. Vertrieben wird es derzeit in den baltischen Staaten und in Russland, in Deutschland etwa ist das Mittel nicht zugelassen. Er wurde vom Team mit sofortiger Wirkung suspendiert. Da es sich jedoch um den zweiten Dopingfall im Team innerhalb von zwölf Monaten handelte (nach Luca Paolini bei der Tour de France 2015) drohte eine Sperre zwischen 15 und 45 Tagen. Da das Vergehen von Paolini nicht der Leistungssteigerung gedient habe, sah die Disziplinarkommission der UCI von einer Sperre ab. Hierauf trat das Team aus dem Mouvement Pour un Cyclisme Crédible (MPCC) aus, deren Regeln eine Selbstsuspension des Teams vorgesehen hätten. Der MPCC erklärte hierauf die Mitgliedschaft des Teams sei ebenso wie die Mitgliedschaft anderer Mannschaften aus opportunistischen Gründen erfolgt, namentlich wegen der Probleme bei der Lizenzierung.
Zur Saison 2017 kam Alpecin, das zuvor das Team Giant-Alpecin mitfinanzierte, als zweiter Namenssponsor hinzu. Die Mannschaft sollte internationaler ausgerichtet werden und wurde nicht mehr unter russischer, sondern unter Schweizer Nationalität bei der UCI registriert. Im Zuge dieser Umstrukturierung wurde der russische General Manager Wjatscheslaw Jekimow durch den Portugiesen José Azevedo abgelöst.
Nachdem im Laufe der Saison 2019 der Radausrüster Canyon und Alpecin erklärten, das Sponsoring des Teams zum Jahresende zu beenden, versuchte das Teammanagement den Betrieb des Teams mithilfe von Fusionen mit anderen Teams auch im Jahr 2021 fortzuführen. Nachdem Gespräche mit Arkéa-Samsic und Corendon-Circus gescheitert waren, wurde Anfang Oktober bekanntgegeben, dass die Eigner des Israel-Cycling-Academy-Teams die Betreibergesellschaft Katusha Management und damit die WorldTour-Lizenz und die bestehenden Verträge übernehme. Der Teammanager der Israel Cycling Academy, Kjell Carlström übernehme diese Position von José Azevedo. Der Sportbekleidungshersteller Katusha Sports bleibe einer der Sponsoren des Teams.

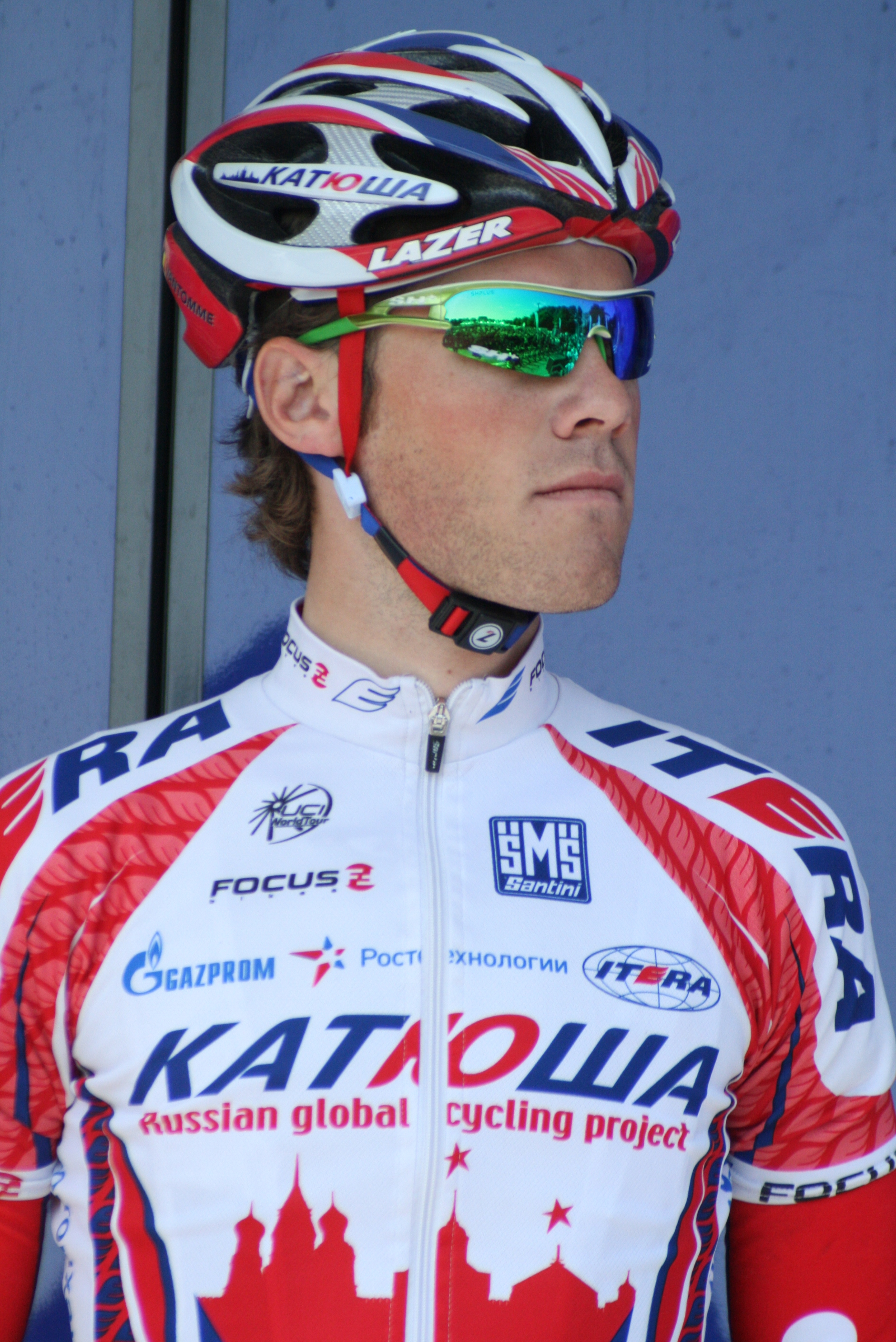
Maxime Vantomme im Katusha-Trikot, Mai 2011

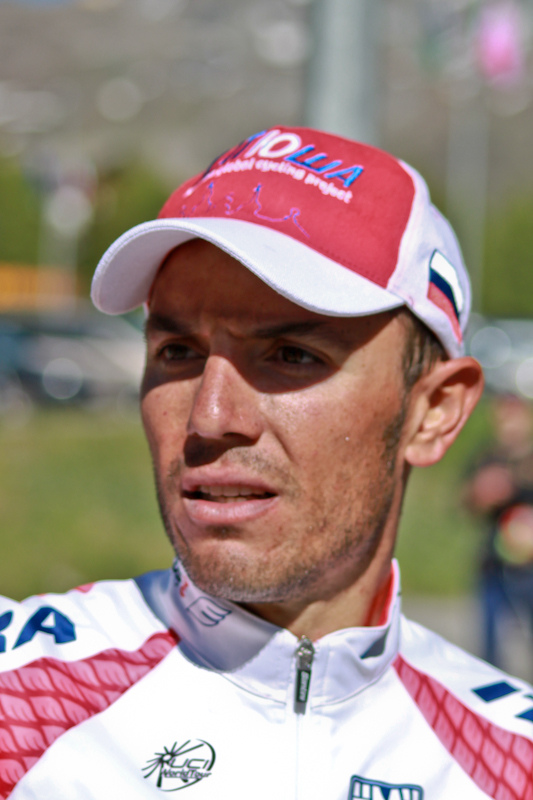
Joaquim Rodríguez beim Giro d’Italia 2011

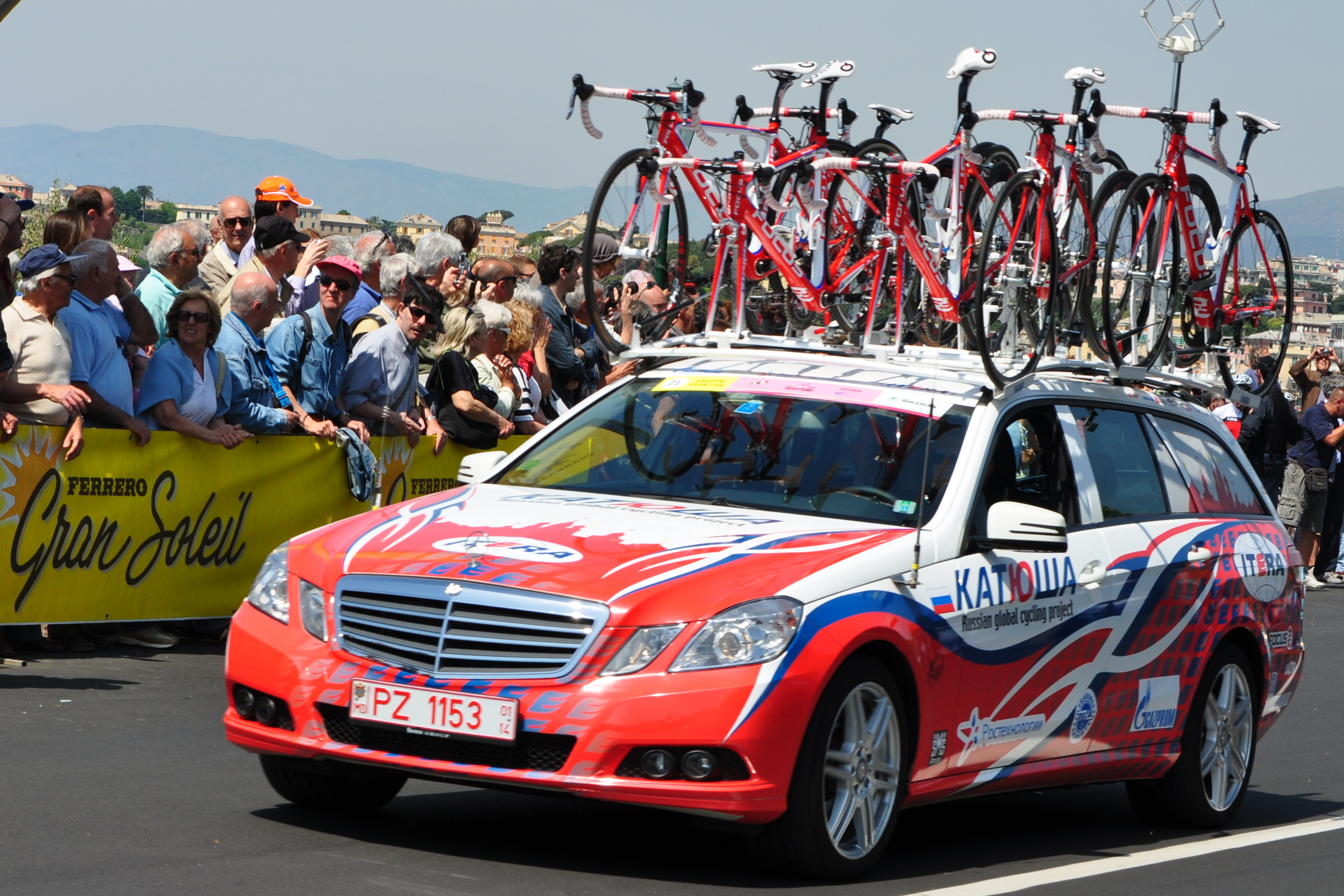
Teamfahrzeug bei der vierten Etappe des Giro d’Italia 2011

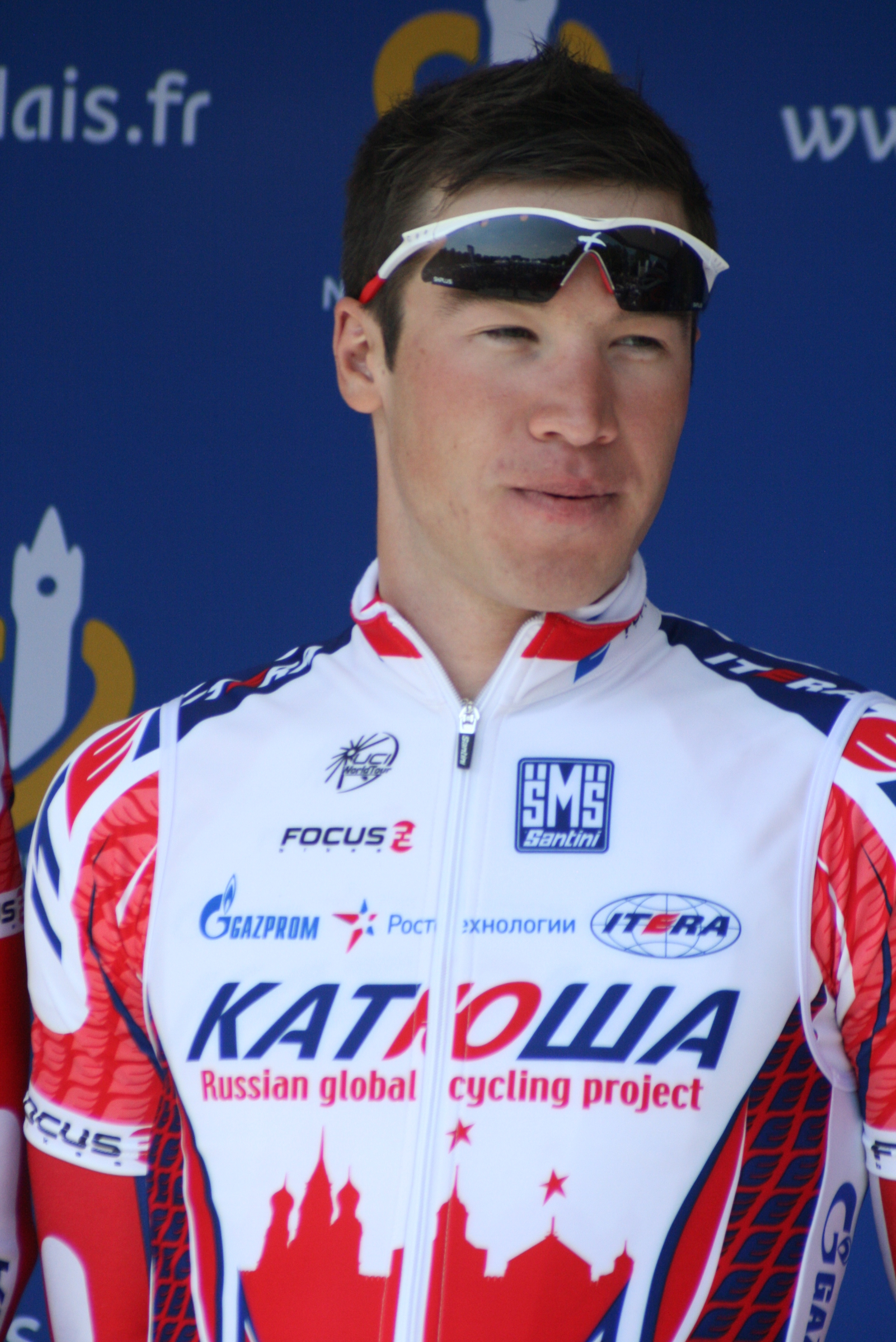
Denis Galimsjanow im Katusha-Trikot, Mai 2011

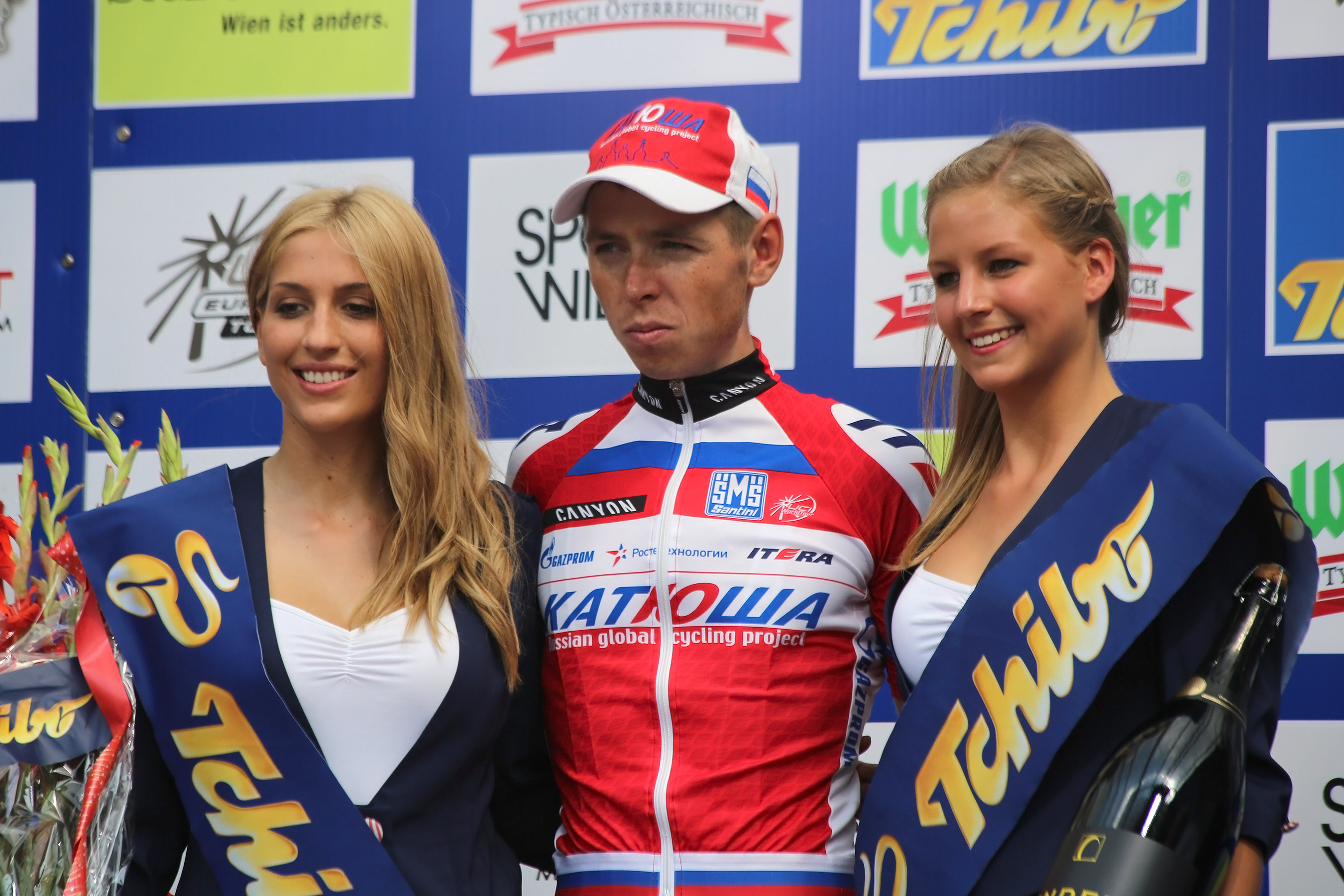
Sergei Tschernezki, bester U25-Fahrer der Österreich-Rundfahrt 2013

## Saison 2019

### Erfolge in der UCI WorldTour
In den Rennen der Saison 2019 der UCI WorldTour gelangen die nachstehenden Erfolge.
| Datum   | Rennen                   | Sieger        |
| ------- | ------------------------ | ------------- |
| 24. Mai | 13. Etappe Giro d’Italia | Ilnur Sakarin |

### Erfolge in der UCI Europe Tour
In den Rennen der Saison 2019 der UCI Europe Tour gelangen die nachstehenden Erfolge.
| Datum      | Rennen                      | Kat. | Sieger        |
| ---------- | --------------------------- | ---- | ------------- |
| 3. Februar | Trofeo Palma                | 1.1  | Marcel Kittel |
| 3. Mai     | 2. Etappe Tour de Yorkshire | 2.HC | Rick Zabel    |

### Erfolge bei den Nationalen Straßen-Radsportmeisterschaften
In den Rennen zu den Nationalen Straßen-Radsportmeisterschaften 2019 gelangen die nachstehenden Erfolge.
| Datum    | Rennen                                          | Sieger         |
| -------- | ----------------------------------------------- | -------------- |
| 27. Juni | Britische Meisterschaft – Einzelzeitfahren      | Alex Dowsett   |
| 28. Juni | Portugiesische Meisterschaft – Einzelzeitfahren | José Gonçalves |

### Mannschaft
| Teamkader 2019                              | Teamkader 2019     | Teamkader 2019         | Teamkader 2019                    |
| Name                                        | Geburtsdatum       | Land                   | Vorheriges Team                   |
| ------------------------------------------- | ------------------ | ---------------------- | --------------------------------- |
| Enrico Battaglin                            | 17. November 1989  | Italien                | LottoNL-Jumbo (2018)              |
| Jenthe Biermans                             | 30. Oktober 1995   | Belgien                | SEG Racing Academy (2016)         |
| Ian Boswell                                 | 7. Februar 1991    | Vereinigte Staaten     | Team Sky (2017)                   |
| Steff Cras                                  | 13. Februar 1996   | Belgien                | BMC Development (2017)            |
| Jens Debusschere                            | 28. August 1989    | Belgien                | Lotto-Soudal (2018)               |
| Alex Dowsett                                | 3. Oktober 1988    | Vereinigtes Königreich | Movistar Team (2017)              |
| Matteo Fabbro                               | 10. April 1995     | Italien                | Friuli (2017)                     |
| José Gonçalves                              | 13. Februar 1989   | Portugal               | Caja Rural-Seguros RGA (2016)     |
| Ruben Guerreiro                             | 6. Juli 1994       | Portugal               | Trek-Segafredo (2018)             |
| Nathan Haas                                 | 12. März 1989      | Australien             | Dimension Data (2017)             |
| Marco Haller                                | 1. April 1991      | Österreich             | Adria Mobil (2011)                |
| Reto Hollenstein                            | 22. August 1985    | Schweiz                | IAM Cycling (2016)                |
| Marcel Kittel                               | 11. Mai 1988       | Deutschland            | Quick-Step Floors (2017)          |
| Pawel Kotschetkow                           | 7. März 1986       | Russland               | RusVelo (2013)                    |
| Wjatscheslaw Kusnezow                       | 24. Juni 1989      | Russland               | Itera-Katusha (2012)              |
| Daniel Navarro                              | 18. Juli 1983      | Spanien                | Cofidis, Solutions Crédits (2018) |
| Nils Politt                                 | 6. März 1994       | Deutschland            | Stölting (2015)                   |
| Willie Smit                                 | 29. Dezember 1992  | Südarfika              | UC Nantes Atlantique (2016)       |
| Simon Špilak                                | 23. Juni 1986      | Slowenien              | Lampre-ISD (2011)                 |
| Dmitri Strachow                             | 17. Mai 1995       | Russland               | Lokosphinx (2018)                 |
| Harry Tanfield                              | 17. November 1994  | Vereinigtes Königreich | Canyon Eisberg (2018)             |
| Mads Würtz Schmidt                          | 31. März 1994      | Dänemark               | Virtu Pro-Veloconcept (2016)      |
| Rick Zabel                                  | 7. Dezember 1993   | Deutschland            | BMC Racing Team (2016)            |
| İlnur Zäkärin                               | 15. September 1989 | Russland               | RusVelo (2014)                    |
| Juri Hollmann (1. Aug.–31. Dez., Stagiaire) | 30. August 1999    | Deutschland            | Heizomat rad-net.de (2019)        |
|                                             |                    |                        |                                   |
| Quellen: ProCyclingStats Cycling Quotient   |                    |                        |                                   |

## Platzierungen in UCI-Ranglisten

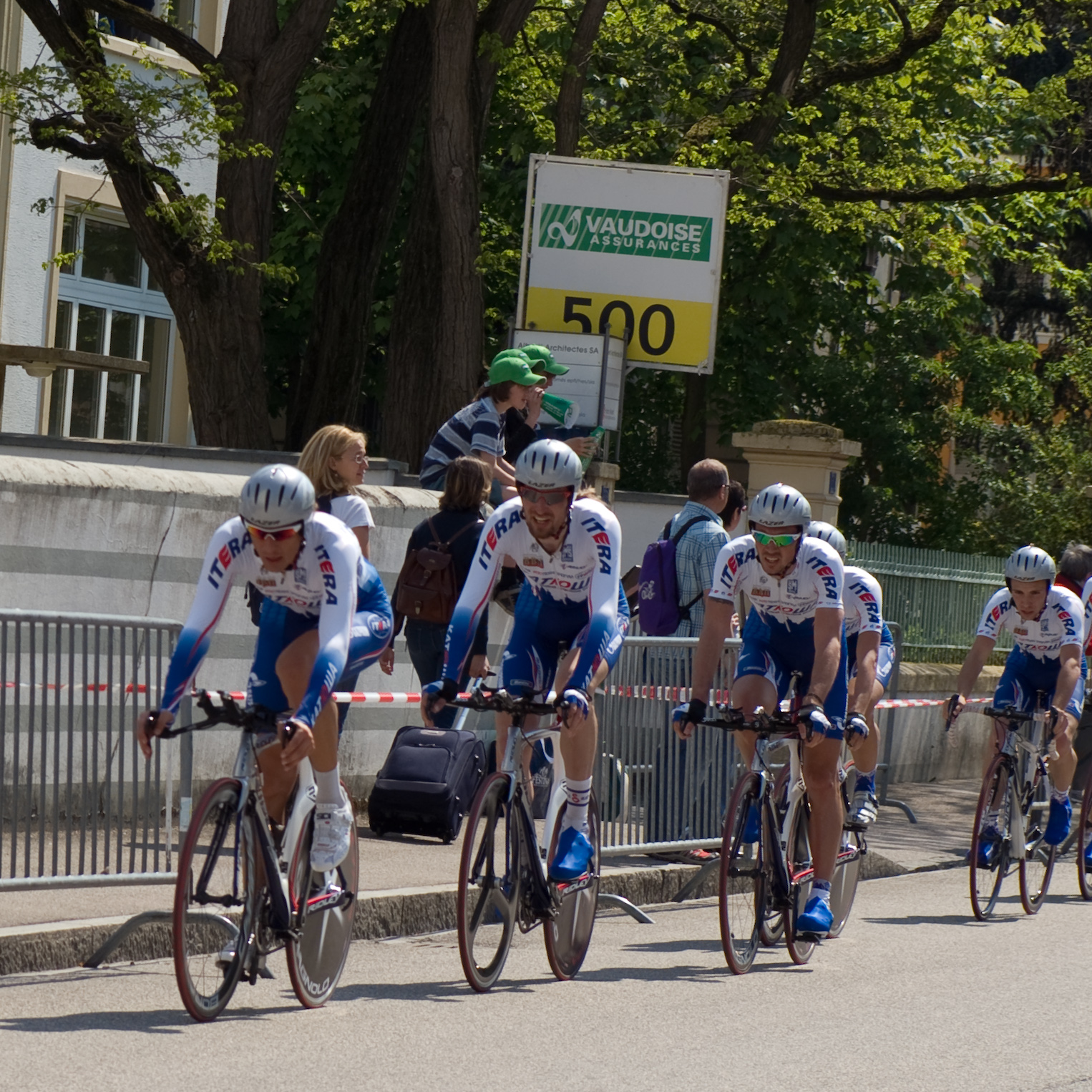
Das Team Katusha bei der Tour de Romandie 2009.

UCI Europe Tour
| Saison | Mannschaftswertung | Fahrerwertung          |
| ------ | ------------------ | ---------------------- |
| 2007   | 6.                 | Michail Ignatjew (11.) |
| 2008   | 31.                | Wassil Kiryjenka (92.) |

UCI World Calendar
| Saison | Mannschaftswertung | Fahrerwertung          |
| ------ | ------------------ | ---------------------- |
| 2009   | 10.                | Sergei Iwanow (27.)    |
| 2010   | 5.                 | Joaquim Rodríguez (1.) |

UCI WorldTour
| Saison | Mannschaftswertung | Fahrerwertung            |
| ------ | ------------------ | ------------------------ |
| 2011   | 12.                | Joaquim Rodríguez (4.)   |
| 2012   | 2.                 | Joaquim Rodríguez (1.)   |
| 2013   | 3.                 | Joaquim Rodríguez (1.)   |
| 2014   | 6.                 | Alexander Kristoff (8.)  |
| 2015   | 2.                 | Joaquim Rodríguez (2.)   |
| 2016   | 6.                 | Ilnur Sakarin (13.)      |
| 2017   | 11.                | Alexander Kristoff (14.) |
| 2018   | 17.                | Nathan Haas (74.)        |

UCI World Ranking
| Saison | Mannschaftswertung | Fahrerwertung     |
| ------ | ------------------ | ----------------- |
| 2019   | 23.                | Nils Politt (40.) |